# Кавалеры ордена Святого Георгия IV класса Д
Кавалеры ордена Святого Георгия IV класса на букву «Д» 
Список составлен по алфавиту персоналий. Приводятся фамилия, имя, отчество; звание на момент награждения; номер по списку Григоровича — Степанова (в скобках номер по списку Судравского); дата награждения. Лица, чьи имена точно идентифицировать не удалось, не викифицируются. Курсивом выделены кавалеры, получившие орден за службу в частях Восточного фронта Русской армии во время Гражданской войны.

## Да
- Дабижа, Дмитрий Фёдорович; подполковник; № 6480; 5 декабря 1841
- Дабинич, Иван Иванович; подполковник; № 7454; 12 января 1846
- Дабич, Николай Дмитриевич; капитан 1-го ранга; 27 сентября 1904
- Давгулевич, Владимир Григорьевич; прапорщик; 25 сентября 1917 (посмертно)
- Давленеев, Афанасий Петрович; полковник; № 1506; 26 ноября 1803
- Давыденков, Михаил Сергеевич; капитан; № 9474; 26 ноября 1854
- Давыдов, Александр Львович; полковник; 1813 (данные нуждаются в проверке)
- Давыдов, Алексей Дмитриевич; штабс-капитан; 31 октября 1917
- Давыдов, Алексей Капитонович; майор; № 9807; 26 ноября 1855
- Давыдов, Алексей Кузьмич; полковник (капитан 2-го ранга); № 4988; 3 декабря 1834
- Давыдов, Андрей Борисович; капитан 2-го ранга; № 253; 26 ноября 1774
- Давыдов, Аполлон Андреевич; капитан-лейтенант; № 4009; 26 ноября 1826
- Давыдов, Денис Васильевич; подполковник; № 2474 (1107); 20 декабря 1812
- Давыдов, Дионисий Михайлович; штабс-ротмистр; 29 октября 1917 (посмертно)
- Давыдов, Дмитрий Алексеевич; полковник; 18 января 1906
- Давыдов, Евдоким Васильевич; полковник; № 2857; 13 марта 1814
- Давыдов, Иван Иванович; полковник; № 8415; 26 ноября 1850
- Давыдов, Иван Петрович; майор; № 3989; 26 ноября 1826
- Давыдов, Константин Константинович; полковник; 23 января 1917
- Давыдов, Михаил Михайлович; войсковой старшина; 23 мая 1916
- Давыдов, Николай Платонович; полковник; № 6744; 3 декабря 1842
- Давыдов, Николай Трофимович; капитан; 7 апреля 1915
- Давыдов, Пётр Львович; майор; № 2417 (1050); 2 июля 1812
- Давыдов, Роман Родионович; поручик; 9 октября 1917
- Давыдович, Аркадий Степанович; полковник; 28 июля 1915 (посмертно)
- Давыдович, Арсений; премьер-майор; № 431; 26 ноября 1785
- Давыдовский, Яков Яковлевич; полковник; № 1339; 26 ноября 1802
- Дагаев, Сергей Васильевич; поручик; 19 мая 1915 (посмертно)
- Дадиани, Давид Платонович; поручик; 18 сентября 1917 (посмертно)
- Дадонов, Василий Васильевич; полковник; 23 мая 1916
- Дайнезе, Иосиф Францевич; генерал-майор; № 7941; 26 ноября 1848
- Даленко, Николай Иванович; капитан; 25 мая 1916
- Далин, Михаил Иванович; подполковник; № 5188; 1 декабря 1835
- Дамич, Иван Иванович; полковник; № 7188; 17 декабря 1844
- Дандевиль, Виктор Дезидерьевич; генерал-лейтенант; 1878
- Дандри, Николай Андреевич; майор; № 9194; 26 ноября 1853
- Данейко, Антон Антонович; подпоручик; 7 октября 1914
- Данзас, Александр Логинович; полковник; № 8368; 26 ноября 1850
- Данзас, Антон Карлович; полковник; № 6974; 4 декабря 1843
- Данзас, Логин Иванович; подполковник; № 2423 (1056); 29 августа 1812
- Даниил, королевич Черногорский; 27 ноября 1914
- Данилевич, Александр Фомич; капитан-лейтенант; № 8741; 26 ноября 1851
- Данилевич, Гервасий Юлианович; подпоручик; 6 июля 1915
- Данилевский, Александр Викторович; штабс-капитан; 17 февраля 1878
- Данилевский, Григорий Николаевич; подполковник; № 6533; 5 декабря 1841
- Данилевский, Иван Константинович; капитан; 23 сентября 1915
- Данилевский, Макар Иванович; подполковник; № 3206; 26 ноября 1816
- Данилевский, Михаил Клементьевич; подполковник; № 5567; 29 ноября 1837
- Данилевский, Яков Иванович; полковник; № 5124; 1 декабря 1835
- Данилов, Алексей Данилович; прапорщик; 1 сентября 1915
- Данилов, Василий Григорьевич; есаул; № 2067 (938); 26 февраля 1809
- Данилов, Владимир Николаевич; генерал-лейтенант; 1 ноября 1905
- Данилов, Дмитрий Петрович; полковник; № 4211; 25 декабря 1828
- Данилов, Георгий Никифорович; генерал-лейтенант; 23 сентября 1914
- Данилов, Иродион Андреевич; подполковник; 3 февраля 1916
- Данилов, Константин Михайлович; подполковник; 7 июля 1917
- Данилов, Михаил Павлович; генерал-майор; 29 ноября 1877
- Данилов, Никифор Акимович; майор; № 9447; 26 ноября 1854
- Данилов, Николай Андреевич; штабс-капитан; 27 января 1917
- Данилов, Николай Евгеньевич; штабс-капитан; 9 сентября 1915
- Данилов, Павел Фёдорович; полковник; № 3400; 15 февраля 1819
- Данилов, Пётр Алексеевич; капитан 2-го ранга; № 804 (417); 9 февраля 1791
- Данилов, Прокофий Дмитриевич; подпоручик; 28 июля 1917
- Данилов, Сергей; поручик; 3 февраля 1915
- Данилов, Сергей Данилович; подполковник; № 5021; 3 декабря 1834
- Данилов, Сергей Иванович; подпоручик; 10 июня 1916
- Данилов, Сергей Иванович; капитан; 23 сентября 1915
- Данилов, Юрий Никифорович; генерал-лейтенант; 23 сентября 1914
- Данилович, Иван Козьмич; подполковник; № 2337; 26 ноября 1811
- Данильченко, Михаил Иосифович; подпоручик; № 10101; 18 декабря 1857
- Данишевский, Дмитрий Андреевич; капитан; 21 июня 1915
- Данишевский, Фёдор Никанорович; полковник; 13 января 1915
- Данкеев, Михаил Васильевич; подполковник; № 2118; 26 ноября 1809
- Данков, Иван Андреевич; подполковник; № 7025; 4 декабря 1843
- Данненберг, Андрей Яковлевич фон; полковник; № 6223; 11 декабря 1840
- Данненберг, Иван Петрович; подполковник; № 3203; 26 ноября 1816
- Данненберг, Николай Николаевич; майор; № 9802; 26 ноября 1855
- Данненберг, Пётр Андреевич; генерал-лейтенант; № 5911; 3 декабря 1839
- Данненберг, Самуил Андреевич; полковник; № 3800; 12 декабря 1824
- Дануль, Фёдор; премьер-майор; № 988; 26 ноября 1792
- Данчханец, Ксаверий; полковник; № 4579; 16 декабря 1831
- Данько, Владимир Степанович; прапорщик; 3 февраля 1915
- Дараган, Михаил Иванович; полковник; № 9059; 26 ноября 1853
- Дараган, Михаил Михайлович; полковник; № 9377; 26 ноября 1854
- Дараган, Пётр Иванович; майор; № 8982; 1 февраля 1852
- Дараган, Пётр Михайлович; полковник; № 6212; 11 декабря 1840
- Дараган, Фёдор Иванович; полковник; № 9662; 26 ноября 1855
- Даровский, Иван Антонович; полковник; № 4949; 3 декабря 1834
- Даронов, Алексей Семёнович; подполковник; № 5584; 29 ноября 1837
- Дасковский, Антон Францевич; капитан; № 9484; 26 ноября 1854
- Д'Аспре, Константин; лейтенант-генерал австрийской службы; № 7929; 16 сентября 1848
- Датиев, Николай Гаврилович; подполковник; 5 мая 1917
- Дахнович-Гацийский, Игнатий Викентьевич; подполковник; № 9762; 26 ноября 1855
- Дацевич, Евгений Владимирович; штабс-капитан; 29 мая 1915
- Даценко, Дмитрий; полковник; № 7198; 17 декабря 1844
- Даценко, Дмитрий Дмитриевич; полковник; 30 декабря 1915
- Даценко, Иван Дмитриевич; подполковник; 3 февраля 1915
- Дациев, Даци Мито-Оглы; штабс-капитан; 27 января 1917 (посмертно)
- Дацкевич, Иван Антонович; подпоручик; 4 марта 1917 (посмертно)
- Дашевский, Дионисий; подпоручик; 4 апреля 1917 (посмертно)
- Дашкин, Александр Викторович; капитан; 24 апреля 1915
- Дашков, Аполлон Андреевич; подполковник; № 899 (473); 18 марта 1792
- Даюбенков, Андрей; секунд-майор; № 1084; 26 ноября 1794

## Дв
- Двигубский, Андрей Максимилианович; поручик; 18 сентября 1916
- Дворжицкий, Иван Осипович; майор; № 7480; 12 января 1846

## Де
- Де-Анекарат, Иван Матвеевич; капитан; № 995; 26 ноября 1792
- Де-Антуани, Степан Афанасьевич; капитан 2-го ранга; № 6565; 5 декабря 1841
- Дебан-Скоротецкий, Викентий Иванович; генерал-майор; № 5351; 6 декабря 1836
- Дебиль, Павел Яковлевич; полковник; № 7775; 26 ноября 1847
- Дебоа, Алексей; полковник; № 4080; 26 ноября 1827
- Дебоар, Осип Петрович; подполковник; № 4104; 26 ноября 1827
- Дебогорий-Мокриевич, Леонид Иванович; поручик; 23 ноября 1904
- Де-Бомбель, Александр Васильевич, подполковник; № 605 (289); 14 апреля 1789
- Де-Бомонт; полковник французской службы; № 3784; 30 мая 1824
- Дебринин, Александр Иванович; майор; № 6305; 11 декабря 1840
- Дебрюнольд, Антон Карлович; полковник; № 7186; 17 декабря 1844
- Дебрюнольд, Карл Карлович; подполковник; № 5210; 1 декабря 1835
- Дебу, Александр Осипович; полковник; № 7377; 17 октября 1845
- Дебу, Иосиф Львович; генерал-майор; № 3627; 13 февраля 1823
- Девель, Даниил Фёдорович; полковник; № 3148; 26 ноября 1816
- Девель, Фёдор Данилович; полковник; № 10153; 8 сентября 1859
- Девилленев, Пётр Иванович; подполковник; № 3951; 26 ноября 1826
- Девойнич (Войнич), Игнатий Станиславович; полковник; № 4791; 25 декабря 1833
- Деволан, Франц Павлович; инженер-майор; № 821 (434); 25 марта 1791
- Девятов, Николай Андреевич; штабс-капитан; 11 января 1917
- Дегай, Николай; секунд-майор; № 1036; 26 ноября 1793
- Де-Галетто, Спиридон Филиппович; капитан 2-го ранга; № 3056; 26 ноября 1816
- Де-Гаррига, Иосиф Францевич; секунд-майор; № 993; 26 ноября 1792
- Де-Гостодий, Михаил Яковлевич; подполковник; № 497; 26 ноября 1787
- Деденев, Василий Егорович; лейтенант; 12 июня 1900
- Дединцев, Лев Николаевич; полковник; 1 июня 1915
- Дедюлин, Владимир Николаевич; подпоручик; 13 октября 1916 (посмертно)
- Деев, Иван Михайлович; штабс-капитан; № 2801; 20 января 1814
- Деев, Михаил Иванович; подполковник; № 561; 26 ноября 1788
- Дезин, Андрей Петрович фон; капитан-лейтенант; № 1534; 26 ноября 1803
- Дезин, Вилим Петрович фон; вице-адмирал; № 997; 26 ноября 1792
- Дезин, Мартын Петрович фон; адмирал; № 1387; 26 ноября 1802
- Дезин, Пётр Петрович фон; подполковник; № 5036; 3 декабря 1834
- Дейкун, Сергей Григорьевич; поручик; 3 января 1917
- Дейло, Емельян Михайлович; капитан; 25 сентября 1917
- Дейнека, Иван Дмитриевич; подпоручик; 19 мая 1915
- Дейриард, Павел Осипович; № 3630; 13 февраля 1823
- Дейтрих, Фёдор Карлович; полковник; № 5968; 3 декабря 1839
- Дек, Константин Михайлович; подполковник; № 7636; 1 января 1847
- Деканов, Яков; поручик; № 6895; 3 декабря 1842
- Декенсон, Осип Осипович; полковник; № 1177 (607); 1 января 1795
- Декинлейн, Михаил Константинович; подполковник; № 6257; 11 декабря 1840
- Деконский, Александр Козьмич; капитан; № 8146; 22 августа 1849
- Деконский, Андрей Воинович; майор; № 1755 (741); 19 апреля 1807
- Деконский, Козьма; подполковник; № 3935; 26 ноября 1826
- Делагард, Август Осипович; штабс-ротмистр; № 1997 (905); 16 июля 1808
- Делаграматик, Дмитрий Егорович; лейтенант; № 4168; 30 августа 1828
- Делакаст, Даниил Даниилович; подполковник; № 3198; 26 ноября 1816[1]
- Деларов, Иван Евстратьевич; подполковник; № 7997; 26 ноября 1848
- Делианкурт, Осип Карлович; полковник; № 3102; 26 ноября 1816
- Деливрон, Андрей Францевич; капитан 1-го ранга; № 7201; 17 декабря 1844
- Деливрон, Карл Францевич; капитан 1-го ранга; № 7743; 26 ноября 1847
- Деливрон, Франц Иванович; подполковник; № 3084; 26 ноября 1816
- Делищев, Семён Абрамович; майор; № 7281; 17 декабря 1844
- Деллингсгаузен, Иван Фёдорович; генерал-майор; № 4257; 11 января 1829
- Деллингсгаузен, Александр Иванович; полковник; № 9066; 26 ноября 1853
- Делов, Николай Павлович; штабс-капитан; 24 декабря 1916
- Дельвиг, Александр Густавович; подполковник; № 6013; 3 декабря 1839
- Дельвиг, Антон Антонович; генерал-майор; № 3442; 26 ноября 1819
- Дельвиг, Вилим Иванович; подполковник; № 1212; 26 ноября 1795
- Дельвиг, Густав-Альбрехт-Карл; ротмистр; № 1038; 26 ноября 1793
- Дельвиг, Николай Иванович; полковник; № 9075; 26 ноября 1853
- Дельвиг, Сергей Николаевич; генерал-майор; 25 сентября 1914
- Дельво, Генрих Карлович; майор; № 6814; 3 декабря 1842
- Дельден, Александр Вилимович; полковник; № 3405; 15 февраля 1819
- Дельсаль, Алексей Петрович; штабс-капитан; № 9584; 1 марта 1855
- Дельсаль, Пётр Алексеевич; генерал-майор; 24 октября 1914
- Делянов, Давид Артемьевич; генерал-майор; № 3160; 26 ноября 1816
- Дембицкий, Гиллярий Станиславович; майор; № 5837; 1 декабря 1838
- Дембовский, Казимир-Станислав Гелиодорович; прапорщик; 31 октября 1917 (посмертно)
- Дембский, Константин; поручик; 25 сентября 1917
- Деменко, Михаил Григорьевич; подполковник; № 3567; 16 декабря 1821
- Деменков, Иван Савич; подполковник; № 1355; 26 ноября 1802
- Дементьев, Константин Константинович; поручик; 3 февраля 1915
- Дементьев, Никифор Дамианович; капитан; № 9505; 26 ноября 1854, за «выслугу 25 лет в офицерских чинах» [2]
- Дементьев, Николай Гаврилович; поручик; 1 сентября 1915 (посмертно)
- Демидов, Александр Никандрович; подпоручик; 18 сентября 1916 (посмертно)
- Демидов, Алексей Иванович; генерал-лейтенант; № 1493; 15 декабря 1802
- Демидов, Василий Иванович; премьер-майор; № 779; 26 ноября 1790
- Демидов, Евгений Михайлович; полковник; 1 сентября 1915
- Демидов, Павел Николаевич; майор; № 3674; 13 февраля 1823
- Демидов, Пётр Григорьевич; генерал-майор; № 8330; 28 ноября 1849
- Демидов, Фёдор Михайлович; подпоручик; 4 марта 1917
- Демидовский, Николай Михайлович; войсковой старшина; № 9880; 28 ноября 1855
- Демин, Григорий Яковлевич; подпоручик; 31 июля 1917 (посмертно)
- Демичев-Иванов, Иван Герасимович; штабс-капитан; 31 октября 1917
- Демков, Михаил Константинович; подпоручик; 19 мая 1915
- Демонкаль, Иван Антонович; подполковник; № 8474; 26 ноября 1850
- Демор, Александр Фёдорович; капитан; № 6138; 3 декабря 1839
- Демор, Пётр Фёдорович; капитан; № 7327; 17 декабря 1844
- Демортье, Григорий Иванович; полковник; № 8202; 26 ноября 1849
- Демостико, Николай Иванович; майор; № 4746; 21 декабря 1832
- Демчинский, Василий Иванович; штабс-капитан; № 1934 (841); 12 мая 1808
- Демьяненко, Яков Афанасьевич; штабс-капитан; 25 сентября 1917
- Демьянов, Модест Викторович; полковник; 5 ноября 1916
- Демьянов, Яков Иванович; капитан 1-го ранга; № 1531; 26 ноября 1803
- Демьяновский, Алексей Александрович; капитан; № 5651; 29 ноября 1837
- Демьяновский, Пётр Васильевич; капитан; 26 января 1916
- Демяник, Николай Моисеевич; полковник; 23 мая 1916
- Демянович (Демьянович), Иван Григорьевич; капитан; № 5880; 1 декабря 1838
- Ден, Иван Иванович; генерал-майор; № 4151; 1 июля 1828
- Ден, Карл Иванович; капитан; № 5671; 1 декабря 1838
- Ден, Карл Иоакимович; мичман; 24 августа 1900
- Ден, Фёдор Иванович; полковник; № 4162; 21 августа 1828
- Де-Наталий, Пётр; полковник; № 106 (85); 12 апреля 1771
- Дендрыгин,Спиридон Дмитриевич; премьер-майор; № 1218; 26 ноября 1795
- Денекин, Александр Александрович; сотник; 25 сентября 1917 (посмертно)
- Денибеков, Николай Яковлевич; подпоручик; № 10149; 29 июля 1859
- Деникин, Антон Иванович; генерал-майор; 24 апреля 1915
- Денисенко, Степан Григорьевич; майор; № 7884; 26 ноября 1847
- Денисов, Адриан Карпович; премьер-майор; № 916 (490); 31 марта 1792
- Денисов, Алексей Николаевич; полковник; № 5943; 3 декабря 1839
- Денисов, Андрей Иванович; капитан 1-го ранга; № 644 (329); 22 августа 1789
- Денисов, Василий Семёнович; генерал-майор; № 6398; 5 декабря 1841
- Денисов, Василий Тимофеевич; секунд-майор; № 1140 (569); 1 января 1795
- Денисов, Иван Денисьевич; подполковник; № 2653; 3 сентября 1813 (У Степанова—Григоровича дата ошибочно указана как 13 сентября 1813)
- Денисов, Николай Александрович; поручик; 25 июня 1916
- Денисов, Пётр Станиславович; подпоручик; 10 ноября 1916
- Денисов, Сергей Екимович; полковник; № 4701; 21 декабря 1832
- Денисов, Фёдор Петрович; подполковник; № 261 (214); 10 июля 1775
- Денисон, Франц Михайлович; капитан 1-го ранга; № 536 (258); 25 июля 1788
- Денисьев, Александр Дмитриевич; майор; № 8087; 26 ноября 1848
- Денисьев, Лука Алексеевич; полковник; № 1719 (705); 23 января 1807
- Денисьев, Митрофан; премьер-майор; № 781; 26 ноября 1790
- Денисьев, Пётр Васильевич; генерал-майор; № 3158; 26 ноября 1816
- Денисьевский, Матвей Андроникович; капитан-лейтенант; № 3257; 26 ноября 1816
- Денкс, Павел Эдуардович; прапорщик; 31 октября 1917
- Денницын, Василий Сергеевич; поручик; 26 января 1917
- Денфер, Август Ульянович; полковник; № 3642; 13 февраля 1823
- Денфер, Константин Антонович; подполковник; № 6517; 5 декабря 1841
- Депкин (Денкин), Густав Карлович; майор; № 1732 (718); 29 января 1807
- Депп, Александр Филиппович; генерал-майор; 27 марта 1880
- Депрерадович, Алексей Родионович; подполковник; № 400; 26 ноября 1784
- Депрерадович, Иван Иларионович; подполковник; № 334; 26 ноября 1781
- Депрерадович, Леонтий Иванович; премьер-майор; № 1194 (624); 26 ноября 1795
- Депрерадович, Михаил; подполковник; № 362; 26 ноября 1782
- Депрерадович, Николай Иванович; генерал-майор; № 1560; 26 ноября 1804
- Де-Пулле, Генрих; подполковник; № 1369; 26 ноября 1802
- Дербышев, Павел Степанович; прапорщик; 18 октября 1917
- Дергачёв, Иван Васильевич; майор; № 9173; 26 ноября 1853
- Дергаченко, Евтихий Николаевич; капитан; № 9020; 1 февраля 1852
- Деревицкий, Василий Акимович; капитан-лейтенант; № 2136; 26 ноября 1809
- Дережинский, Михаил Казимирович; подполковник; № 6265; 11 декабря 1840
- Деренговский, Иван Иосифович; полковник; 9 июня 1915
- Деркач, Михаил Максимович; майор; № 6589; 5 декабря 1841
- Дерксен, Иоганн-Матиас; генерал-майор; № 84; 25 ноября 1770
- Де-Роберти, Владимир Карлович; майор; № 7850; 26 ноября 1847
- Дерожинский, Леопольд Козьмич; подполковник; № 3719; 26 ноября 1823
- Дерпер, Иван Иванович фон; секунд-майор; № 790; 26 ноября 1790
- Дертен (Дертинг), Иван Вилимович; секунд-майор; № 789; 26 ноября 1790
- Дертен (Дертинг), Фёдор Вилимович фон; подполковник; № 1476; 15 декабря 1802
- Дерфельден, Иван Христофорович; генерал-майор; № 80; 25 ноября 1770
- Дерфельден, Отто-Вильгельм Христофорович; генерал-поручик; № 473; 26 ноября 1787
- Дерфельден, Платон Христофорович; генерал-майор; № 10207; 26 ноября 1861
- Дершау, Карл Фёдорович; полковник; № 3927; 26 ноября 1826
- Дерябин, Николай Михайлович; майор; № 3229; 26 ноября 1816
- Де-Саже, Фёдор Христофорович; полковник; № 9369; 26 ноября 1854
- Де-Салпервик; полковник французской службы; № 3787; 30 мая 1824
- Де-Сент-Лоран, Иван Васильевич; подполковник; № 8469; 26 ноября 1850
- Де-Сент-Лоран, Василий Иванович; полковник; № 2817; 2 февраля 1814
- Де-Сент-Уан; капитан; № 1183; 1 января 1795
- Де-Серран; полковник французской службы; № 3785; 30 мая 1824
- Десимов (Де-Симон, Десимон), Константин Францевич; майор; № 8074; 26 ноября 1848
- Де-Симон, Франц; капитан; № 3152; 26 ноября 1816
- Десино, Константин Николаевич; генерал-лейтенант; 25 апреля 1916
- Де-Спиллер, Григорий Фёдорович; подполковник; № 7213; 17 декабря 1844
- Деспот-Зенович, Антон Михайлович; подполковник; № 8492; 26 ноября 1850
- Дестрем, Андрей Маврикиевич; подпоручик; 24 апреля 1915
- Детрекарино, Яков; полковник; № 395; 26 ноября 1784
- Дефабр, Антон Маркович; капитан-лейтенант; № 1606; 26 ноября 1804
- Дефабр, Иосиф Антонович; подполковник; № 6054; 3 декабря 1839
- Де-Фабрис-Фёй, Фёдор Андреевич; полковник; № 4569; 16 декабря 1831
- Деханов, Дмитрий Степанович; майор; № 6323; 11 декабря 1840
- Дехтерев, Пётр Семёнович; подполковник; № 925 (499); 28 июня 1792
- Дехтярёв, Георгий Николаевич; штабс-капитан; 20 ноября 1915 (посмертно)
- Дешен, Александр Петрович; подполковник; № 3952; 26 ноября 1826
- Дешин, Всеволод Васильевич; штабс-капитан; 28 сентября 1905

## Дж
- Джавров, Василий Соломонович; штабс-капитан; 31 октября 1917
- Джалюк, Иван Павлович; генерал-майор; 26 января 1917
- Джамбакуриан-Орбелиани, Григорий Дмитриевич; генерал-лейтенант; № 9334; 26 ноября 1854
- Джамбакуриан-Орбелиани, Иван Макарович; войсковой старшина; 1 января 1878
- Джанаев, Илья Дзаниукович; подполковник; 26 августа 1916
- Джандиеров, Георгий Николаевич; подпоручик; 10 июня 1916
- Джандиеров, Георгий Росебович; подполковник; № 9321; 17 октября 1854
- Джафар-Ага, Магомет-оглы; есаул; № 10157; 8 сентября 1859
- Дживович, Николай Алексеевич; капитан-лейтенант; № 888 (462); 29 февраля 1792
- Джонсон, Герберт Георгиевич; генерал-лейтенант; 21 марта 1915
- Джорджадзе, Дмитрий Иванович; корнет; 25 ноября 1917 (посмертно)
- Джуджиев, Георгий Александрович; капитан; 5 августа 1917
- Джунковский, Афанасий Семёнович; лейтенант; № 2383; 26 ноября 1811
- Джуркович, Деан Славомирович; подпоручик; 11 декабря 1915
- Джурович, Машо Андров; воевода черногорской службы; 26 февраля 1879

## Дз
- Дзантиев-Гучмазов, Владимир Семёнович; прапорщик; 3 ноября 1915
- Дзахоев, Борис; поручик; 17 марта 1915
- Дзвонкевич, Александр Васильевич; майор; № 6601; 5 декабря 1841
- Дзевановский, Станислав Игнатьевич; майор; № 5311; 1 декабря 1835
- Дзеконский, Леон Антонович; майор; № 6590; 5 декабря 1841
- Дзенгалевский (Дзенгелевский), Генрих Дионисьевич; подполковник; № 9959; 26 ноября 1856
- Дзержановский, Людвиг Иванович; майор; № 8976; 1 февраля 1852
- Дзеражинский, Константин Иосифович; лейтенант; № 9619; 15 сентября 1855
- Дзерожинский, Антон Фёдорович; подполковник; 24 сентября 1915
- Дзерожинский, Борис Владимирович; полковник; 8 июля 1915 (посмертно)
- Дзерулев, Василий Михайлович; полковник; № 5947; 3 декабря 1839
- Дзивович, Фёдор Алексеевич; капитан-лейтенант; № 1613; 26 ноября 1804
- Дзимистаришвили, Бинтоль Заликович; подпоручик; 7 ноября 1915
- Дзугаев, Георгий Гиссоевич; полковник; 10 февраля 1917
- Дзюбенко, Иван Петрович; капитан 2-го ранга; № 6566; 5 декабря 1841
- Дзюрковский, Марк Маркович; капитан-лейтенант; № 3372; 12 декабря 1817

## Ди
- Диаконов, Владимир Дмитриевич; штабс-ротмистр; 4 марта 1917 (посмертно)
- Диамбеков, Георгий Борисович; подполковник; 14 июня 1915
- Дианкин, Александр Сергеевич; поручик; 26 августа 1916 (посмертно)
- Дибич, Иван Иванович; штабс-капитан; № 1994 (902); 20 мая 1808
- Дивнич, Даниил Петрович; штабс-капитан; 3 февраля 1915
- Дивов, Адриан Иванович; ротмистр; № 208 (175); 27 июля 1773
- Дивов, Николай Иванович; генерал-майор; № 1089; 26 ноября 1794
- Дидебулидзе, Александр Дмитриевич; поручик; 4 марта 1917
- Дидрих; полковник; № 2632; 17 августа 1813
- Дик, Егор Афанасьевич; полковник; № 5377; 6 декабря 1836
- Дик, Никифор; майор; № 3230; 26 ноября 1816
- Дикер, Фёдор; премьер-майор; № 1246; 26 ноября 1795
- Дикер, фон; подполковник прусской службы; № 1926 (832); 2 марта 1808
- Диков, Алексей Андреевич; капитан; № 8814; 26 ноября 1851
- Диков, Иван Михайлович; капитан 2-го ранга; 19 декабря 1877
- Дилакторский, Василий Александрович; подпоручик; 2 июня 1915
- Дилакторский, Пётр Александрович; войсковой старшина; 30 января 1919
- Дингельштет, Пётр Иванович; подполковник; № 5772; 1 декабря 1838
- Дирдовский, Виктор Иванович; полковник; 8 октября 1915
- Дирин, Никанор Дмитриевич; капитан 2-го ранга; № 10211; 26 ноября 1861
- Дирин, Николай Дмитриевич; майор; № 8775; 26 ноября 1851
- Диринг, Фёдор; подполковник; № 1232; 26 ноября 1795
- Диркинг-де-Гольфельд, Иоганн-Даниэль; капитан-лейтенант; № 4280; 21 сентября 1829
- Дист, Генрих фон; подполковник; № 3000; 10 июля 1815
- Дистерло, Авирт Христофорович; майор; № 7260; 17 декабря 1844
- Дистерло, Василий Фёдорович фон; полковник; № 6755; 3 декабря 1842
- Дистерло, Константин Христофорович; полковник; 24 апреля 1915
- Дистерло, Людвиг Христофорович фон; майор; № 8059; 26 ноября 1848
- Дистерло, Николай Христофорович; подполковник; № 7818; 26 ноября 1847
- Дистерло, Пётр фон; подполковник; № 3936; 26 ноября 1826
- Дистерло, Степан Егорович фон; премьер-майор; № 500; 26 ноября 1787
- Дистерло, Христофор Егорович; премьер-майор; № 1110; 26 ноября 1794
- Дитерихс, Александр Иванович; подполковник; № 2460 (1093); 21 ноября 1812
- Дитерихс, Андрей Иванович; полковник; № 2884; 18 марта 1814
- Дитерихс, Владимир Владимирович; лейтенант; 3 декабря 1916
- Дитерихс, Егор Иванович; полковник; № 4969; 3 декабря 1834
- Дитерихс, Иван Иванович; полковник; № 2492 (1125); 23 декабря 1812
- Дитерихс, Христиан Иванович; полковник; № 4985; 3 декабря 1834
- Дитмар, Андрей Андреевич; полковник; № 7194; 17 декабря 1844
- Дитмар, Егор Андреевич; подполковник; № 5577; 29 ноября 1837
- Дитмар, Егор Леонтьевич; генерал-майор; № 4311; 19 декабря 1829
- Дитмар, Пётр; полковник; № 4207; 25 декабря 1828
- Дитмар, Фёдор Владимирович; полковник; № 8638; 26 ноября 1851
- Дитмарс, Эбергард Иванович; генерал-майор; № 5111; 1 декабря 1835
- Дитфурт, Вильгельм; майор прусской службы; № 2939; 19 июля 1814
- Дитятьев, Михаил Владимирович; штабс-капитан; 1 сентября 1917
- Дихеус, Александр Богданович; подполковник; № 7603; 1 января 1847
- Диц, Арсений Козьмич; капитан 2-го ранга; № 3843; 12 декабря 1824
- Диц, Матвей Андреевич; майор; № 5822; 1 декабря 1838

## Дл
- Длотовский, Платон Владимирович; майор; № 2622; 4 августа 1813
- Длотовский, Эраст Константинович; подполковник; № 7012; 4 декабря 1843
- Длугоборский, Антон Антонович; полковник; № 9101; 26 ноября 1853

## Дм
- Дмитриев, Алексей Алексеевич; полковник; 30 сентября 1915
- Дмитриев, Антон; секунд-майор; № 274 (227); 26 ноября 1775
- Дмитриев, Валериан Иванович; лейтенант; 4 ноября 1904
- Дмитриев, Владимир Николаевич; поручик; 25 мая 1917
- Дмитриев, Григорий Николаевич; подполковник; 13 октября 1916
- Дмитриев, Дмитрий Григорьевич; капитан 3-го ранга; № 1813 (799); 9 сентября 1807
- Дмитриев, Иван Дмитриевич (Георгиевский кавалер); полковник; № 198; 26 ноября 1772
- Дмитриев, Иван Прокофьевич; капитан-лейтенант; № 3868; 12 декабря 1824
- Дмитриев, Николай Алексеевич; подполковник; № 8220; 26 ноября 1849
- Дмитриев, Николай Дмитриевич; подполковник; 21 марта 1915
- Дмитриев, Николай Ильич; капитан; 23 сентября 1915 (посмертно)
- Дмитриев, Николай Степанович; подпоручик; 29 сентября 1915
- Дмитриев, Павел Иванович; штабс-капитан; 8 июля 1915
- Дмитриев, Пётр Гаврилович; генерал-майор; 1 апреля 1917 (посмертно)
- Дмитриев, Степан Николаевич; лейтенант; 20 декабря 1904
- Дмитриев, Трофим Дмитриевич; поручик; № 8831; 26 ноября 1851
- Дмитриев, Яков Яковлевич; полковник; № 8893; 1 февраля 1852
- Дмитрий Павлович, великий князь; штабс-ротмистр; 13 октября 1914
- Дмитровский, Виктор Иванович; генерал-майор; 31 января 1878
- Дмитровский, Иван Ильич; подпоручик; 9 октября 1917

## До
- Добкевич, Иван Иванович; подполковник; № 5786; 1 декабря 1838
- Добкович, Антон Антонович; поручик; 30 декабря 1915
- Добржанский, Александр Николаевич; полковник; 4 марта 1917
- Добржанский, Владимир Александрович; генерал-майор; 18 сентября 1915
- Добржанский, Павел Осипович; полковник; № 5532; 29 ноября 1837
- Добржанский, Фома Антонович; подполковник; № 10052; 26 ноября 1857
- Добржинский, Дионисий Антонович; штабс-капитан; 27 марта 1880
- Добринский, Александр Александрович; подполковник; № 8688; 26 ноября 1851
- Добров, Александр Иванович; подполковник; 24 октября 1904
- Добров, Константин Михайлович; подполковник; № 3836; 12 декабря 1824
- Добровольский, Борис Яковлевич; поручик; 3 января 1915
- Добровольский, Григорий Григорьевич; капитан; № 10004; 26 ноября 1856
- Добровольский, Григорий Фёдорович; прапорщик; 25 сентября 1917 (посмертно)
- Добровольский, Евгений Васильевич; штабс-ротмистр; 29 сентября 1915
- Добровольский, Иван Михайлович; поручик; № 2731; 20 октября 1813
- Добровольский, Игнатий Антонович; полковник; № 8902; 1 февраля 1852
- Добровольский, Карп Григорьевич; подполковник; № 8936; 1 февраля 1852
- Добровольский, Кирилл Антонович; поручик; 25 мая 1917 (посмертно)
- Добровольский, Кирилл Романович; капитан 1-го ранга; 12 июня 1900
- Добровольский, Лаврентий Леонтьевич; полковник; № 5169; 1 декабря 1835
- Добровольский, Михаил Людвигович; полковник; № 4066; 26 ноября 1827
- Добровольский, Николай Алексеевич; поручик; 18 ноября 1916
- Добровольский, Николай Иванович; полковник; № 8211; 26 ноября 1849
- Добровольский, Николай Станиславович; поручик; 9 марта 1917
- Добровольский, Сергей Миронович; подпоручик; 17 октября 1915
- Добровольский, Филипп Семёнович; майор; № 7498; 12 января 1846
- Добронизский, Валентин Платонович; капитан; № 7354; 17 декабря 1844
- Добротин, Сергей Фёдорович; полковник; 13 февраля 1905
- Доброхотов, Виктор; штабс-капитан; 29 октября 1917 (посмертно)
- Добрынин, Николай Иванович; полковник; № 4202; 25 декабря 1828
- Добрышин, Александр Фёдорович; генерал-майор; 31 марта 1916
- Добрышин, Николай Филиппович; подполковник; № 9749; 26 ноября 1855
- Добрышин, Филипп Иванович; майор; № 3594; 16 декабря 1821
- Довбор-Мусницкий, Иосиф Романович; генерал-майор; 3 февраля 1915
- Довбор-Мусницкий, Константин Романович; генерал-майор; 7 июля 1907
- Довбышев, Григорий Данилович; генерал-майор; № 6181; 11 декабря 1840
- Довгий, Виктор Кондратьевич; поручик; 9 сентября 1915
- Довейко, Тадеуш Станиславович; майор; № 6074; 3 декабря 1839
- Довнар, Валериан Иванович; штабс-капитан; 14 июня 1915
- Додт, Пётр Андреевич; лейтенант; № 1816 (802); 9 сентября 1807
- Дойчев, Иван Николаевич; штабс-капитан; 22 мая 1915
- Докудовский, Василий Абрамович; полковник; № 5153; 1 декабря 1835
- Докукин, Иван Павлович; полковник; 15 октября 1916
- Докукин, Пётр Иванович; подполковник; № 8913; 1 февраля 1852
- Долбин, Иосиф Герасимович; штабс-капитан; № 9265; 26 ноября 1853
- Долбнев, Григорий Филиппович; майор; № 6331; 11 декабря 1840
- Долгиев, Касим Гайрбекович; подполковник; 28 августа 1916
- Долгобородов, Сергей Степанович; капитан 2-го ранга; 7 июня 1909
- Долгов, Антон; штабс-капитан; № 9259; 26 ноября 1853
- Долгов, Дмитрий Александрович; генерал-лейтенант; 25 сентября 1914
- Долгов, Иван Ионович; майор; № 9988; 26 ноября 1856
- Долгов, Николай Алексеевич; есаул; 25 апреля 1916
- Долгово-Сабуров, Фёдор Петрович; полковник; № 4038; 26 ноября 1826
- Долгополов, Борис Порфирьевич; подпоручик; 12 февраля 1917
- Долгополов, Владимир Семёнович; поручик; 18 ноября 1917
- Долгополов, Степан Саввич; подпоручик; 13 октября 1916
- Долгоруков, Александр Николаевич; генерал-майор; 13 октября 1914
- Долгоруков, Алексей Николаевич; генерал-майор; № 1019; 26 ноября 1793
- Долгоруков, Василий Андреевич; генерал-майор; № 7533; 1 января 1847
- Долгоруков, Василий Васильевич; подполковник; № 126 (105); 5 июля 1771
- Долгоруков, Василий Юрьевич; генерал-майор; № 1747 (733); 8 апреля 1807
- Долгоруков, Владимир Андреевич; генерал-майор; № 8841; 1 февраля 1852
- Долгоруков, Владимир Петрович; подполковник; № 1074 (559); 9 ноября 1794
- Долгоруков, Илья Андреевич; полковник; № 4533; 25 июня 1831
- Долгоруков, Михаил Петрович; полковник; № 1629 (659); 12 января 1806
- Долгоруков, Николай Андреевич; генерал-лейтенант; № 5096; 1 декабря 1835
- Долгоруков, Павел Васильевич; полковник; № 557; 26 ноября 1788
- Долгоруков, Пётр Петрович; секунд-майор; № 100 (79); 26 ноября 1770
- Доленштерн, Соломон Иванович фон; премьер-майор; № 505; 26 ноября 1787
- Долинин, Моисей Уварович; подпоручик; 27 января 1917 (посмертно)
- Долинский, Александр Степанович; полковник; № 7408; 12 января 1846
- Долинский, Евгений Гаврилович; прапорщик; 9 сентября 1915
- Долинский, Егор Яковлевич; генерал-майор; № 6703; 3 декабря 1842
- Долинский, Федосей Степанович; подполковник; № 6477; 5 декабря 1841
- Долляровский, Александр Францевич; майор; № 2350; 26 ноября 1811
- Долман, Иван; подполковник; № 3981; 26 ноября 1826
- Долман, Лев Иванович; капитан-лейтенант; № 7511; 12 января 1846
- Доломанов, Николай Николаевич; полковник; № 8862; 1 февраля 1852
- Долон, Осип Францевич; полковник; № 2767; 23 декабря 1813
- Долотин, Семён Филиппович; есаул; № 2707; 7 октября 1813
- Долотин, Фёдор Иванович; подполковник; 15 октября 1916 (посмертно)
- Долотин, Филипп Семёнович; полковник; № 9559; 28 декабря 1854
- Долуханов, Константин Беглярович; подполковник; 13 января 1915
- Домаевский, Викентий Даниилович; майор; № 6067; 3 декабря 1839
- Доманский, Александр Владиславович; поручик; 19 мая 1915
- Доманский, Антон Осипович; капитан; № 1384; 26 ноября 1802
- Доматевич, Николай Акимович; подполковник; № 7839; 26 ноября 1847
- Домашнев, Иван Кузьмич; подполковник; № 5571; 29 ноября 1837
- Домашнев, Павел Александрович; полковник; № 10110; 26 ноября 1858
- Домбров; штабс-капитан; № 2650; 17 августа 1813
- Домбровский, Александр Васильевич; генерал-майор; 27 декабря 1878
- Домбровский, Александр Михайлович; подполковник; № 8709; 26 ноября 1851
- Домбровский, Александр Фёдорович; майор; № 6082; 3 декабря 1839
- Домбровский, Андрей Степанович; подполковник; № 9399; 26 ноября 1854
- Домбровский, Антон Семёнович; прапорщик; 4 апреля 1917
- Домбровский, Иван Игнатьевич; майор; № 3591; 16 декабря 1821
- Домбровский, Иосиф Александрович; майор; № 9454; 26 ноября 1854
- Домбровский, Константин Иванович; прапорщик; 1 сентября 1915
- Домбровский, Николай; полковник; № 5400; 6 декабря 1836
- Домбровский, Осип Фёдорович; майор; № 4893; 25 декабря 1833
- Домбровский, Павел Каэтанович; штабс-капитан; 30 октября 1877
- Домбровский, Франц-Ксаверий Иванович; майор; 5 мая 1878
- Домбровский, Яков; полковник; № 5559; 29 ноября 1837
- Дометти, Александр Карлович; генерал-майор; № 4766; 25 декабря 1833
- Доможиров, Дмитрий Андреевич; капитан 1-го ранга; № 1039; 26 ноября 1793
- Домонтович, Алексей Иванович; подполковник; 23 декабря 1878
- Домонтович, Василий Васильевич; капитан; № 8791; 26 ноября 1851
- Доморацкий, Иван Михайлович; подполковник; № 9111; 26 ноября 1853
- Доморацкий, Моисей Яковлевич; полковник; 27 марта 1880
- Домра, Степан Дмитриевич; подполковник; № 9963; 26 ноября 1856
- Дон, Яков (Джеймс) Петрович (Иванович); капитан-командор; № 3130; 26 ноября 1816
- Дондуков-Корсаков, Александр Михайлович; полковник; № 9557; 28 декабря 1854
- Донецкий, Александр Леонидович; поручик; 4 марта 1917
- Донсков, Георгий Александрович; войсковой старшина; 26 августа 1916 (посмертно)
- Донцов, Максим Николаевич; генерал-майор; № 7545; 1 января 1847[3]
- Донцов, Семён Максимович; полковник; № 10042; 26 ноября 1857
- Дорман, Михаил Антонович; генерал-майор; 25 апреля 1916
- Дорман, Павел Евстигнеевич; капитан; 26 января 1917
- Дорндорф, Богдан Афанасьевич; майор; № 3471; 26 ноября 1819
- Донченко, Амвросий Фёдорович; поручик; 3 января 1917
- Дориомедов, Леонид Петрович; штабс-капитан; 26 августа 1916
- Доробец, Николай Иванович; подполковник; № 7795; 26 ноября 1847
- Доровских, Дмитрий Михайлович; подпоручик; 26 января 1917 (посмертно)
- Дорожанский, Василий Иванович; штабс-капитан; № 9517; 26 ноября 1854
- Дорожинский, Филипп Козьмич, майор; № 4121; 26 ноября 1827
- Доронин, Александр Антонович; капитан; № 5508; 6 декабря 1836
- Дорофеев, Константин Константинович; полковник; 4 апреля 1917
- Дорофеев, Яков Евсеевич; капитан; № 4506; 18 декабря 1830
- Дорохин, Фотий Андреевич; полковник; 8 сентября 1905
- Дорохов, Александр Павлович; капитан 2-го ранга; № 7034; 4 декабря 1843
- Дорошевский, Марцелий Иоакимович; подполковник; 26 августа 1916
- Дорошенко, Алексей Михайлович; полковник; № 10043; 26 ноября 1857
- Дорошенко, Ефим Степанович; капитан; № 9006; 1 февраля 1852
- Дорошенко, Трофим Семёнович; майор; № 5832; 1 декабря 1838
- Дорш, Иван; премьер-майор; № 1032; 26 ноября 1793
- Достанич, Степан; подполковник; № 941 (515); 26 ноября 1792
- Достовалов, Евгений Исаакович; подполковник; 13 октября 1916
- Доубрава, Владимир Александрович; поручик; 31 июля 1917
- Дохтуров, Николай Михайлович; генерал-майор; № 4188; 25 декабря 1828
- Дохтуров, Павел Афанасьевич; лейтенант; № 3294; 26 ноября 1816

## Др
- Драгичевич-Никшич, Егор Петрович; подполковник; № 9905; 7 апреля 1856
- Драгомирецкий, Христофор Иосифович; штабс-капитан; 17 октября 1915
- Драгомиров, Абрам Михайлович; генерал-майор; 25 сентября 1914
- Драгомиров, Александр Михайлович; полковник; 19 апреля 1917
- Драгомиров, Владимир Михайлович; генерал-лейтенант; 6 сентября 1914
- Драке, Людвиг Иванович; генерал-майор; № 7539; 1 января 1847
- Драко, Константин Евстафьевич; капитан-лейтенант; № 3362; 12 декабря 1817
- Дракопуло, Николай Пантелеймонович; капитан-лейтенант; № 9427; 26 ноября 1854, за «выслугу 25 лет в офицерских чинах»[2]
- Дракопуло, Пантелей Николаевич; капитан 2-го ранга; № 2032; 26 ноября 1808
- Дранников, Сергей Семёнович; подпоручик; 23 марта 1917
- Драценко, Даниил Павлович; полковник; 27 марта 1918
- Драч, Иван Иванович; капитан; 31 декабря 1916 (посмертно)
- Древецкий, Иван Петрович; подполковник; № 4712; 21 декабря 1832
- Древновский, Всеволод Юлианович; поручик; 17 декабря 1916 (посмертно)
- Дрейер, Александр Тимофеевич; подполковник; № 2116; 26 ноября 1809
- Дрейер, Николай Николаевич; полковник; № 9361; 26 ноября 1854
- Дрейер, Фёдор Петрович (Фридрих Герман); секунд-майор; 26 ноября 1790[4]
- Дрейсих-Аккер, Карл Иванович; подполковник; № 5183; 1 декабря 1835
- Дрейчук, Дмитрий Диомидович; подпоручик; 9 сентября 1915
- Дрексель, Густав Гаврилович; премьер-майор; № 1111; 26 ноября 1794
- Дрентельн; подполковник; № 2497 (1130); 23 декабря 1812
- Дрентельн; поручик; № 2628; 14 августа 1813
- Дрентельн; поручик; № 2993; 27 мая 1815
- Дрентельн, Юлий Максимович фон; подполковник; № 10050; 26 ноября 1857
- Дренякин, Василий Тимофеевич; генерал-майор; № 4921; 3 декабря 1834
- Дренякин, Иван Тимофеевич; генерал-майор; № 3162; 26 ноября 1816
- Дренякин, Максим Тимофеевич; подполковник; № 1778 (763); 26 апреля 1807
- Дрешерн, Фёдор Карлович; полковник; № 5698; 1 декабря 1838
- Дризен, Александр Фёдорович; генерал-лейтенант; 6 сентября 1877
- Дризен, Василий Васильевич; генерал-майор; № 4553; 16 декабря 1831
- Дризен, Фёдор Васильевич; полковник; № 2483 (1116); 23 декабря 1812
- Дриль, Иван Фёдорович; майор; № 5283; 1 декабря 1835
- Дриль, Иосиф Фёдорович; полковник; № 4059; 26 ноября 1827
- Дриль, Лука Лукич; майор; № 9984; 26 ноября 1856
- Дриммер, Август Генрихович; полковник; № 10192; 26 ноября 1860
- Дробицкий, Леонтий; майор; № 3119; 26 ноября 1816
- Дробневский, Дмитрий Иосифович; подполковник; 30 июня 1917
- Дробыжевский, Карп; подполковник; № 3344; 12 декабря 1817
- Дробышев, Пётр Филиппович; капитан; № 8099; 26 ноября 1848
- Дровецкий, Василий Петрович; полковник; № 4952; 3 декабря 1834
- Дрозд, Тимофей Иванович; подпоручик; 5 мая 1917 (посмертно)
- Дроздовский, Михаил Гордеевич; полковник; 26 ноября 1917
- Дроздовский, Павел Иванович; капитан; № 9588; 15 апреля 1855
- Дроздовский, Роман Антонович; полковник; № 2307 (1014); 13 ноября 1811
- Дроздовский, Семён Иванович; подполковник; 13 марта 1908
- Дрозжин, Афанасий Максимович; подполковник; 12 января 1917
- Дросси, Пётр Иванович; полковник; 26 января 1915
- Дрошин, Александр Аристархович; штабс-капитан; 1 апреля 1917 (посмертно)
- Друганов, Валериан; прапорщик; 12 января 1917 (посмертно)
- Дружиловский, Автоном Илларионович; поручик; 10 ноября 1914
- Дружинин, Василий Николаевич; поручик; 29 октября 1917
- Дружинин, Михаил; подполковник; № 9159; 26 ноября 1853
- Дружинин, Николай Александрович; подполковник; № 3512; 6 июня 1821
- Дружинин, Николай Яковлевич; полковник; № 8883; 1 февраля 1852
- Друцкий, Дмитрий Сергеевич; капитан; № 7516; 12 января 1846

## Ду
- Дубасов, Александр Ильич; подполковник; № 8013; 26 ноября 1848
- Дубасов, Фёдор Васильевич; капитан-лейтенант; 16 мая 1877
- Дубельт, Леонтий Васильевич; полковник; № 4457; 18 декабря 1830
- Дубельт, Пётр Васильевич; полковник; № 4944; 3 декабря 1834
- Дубенский, Пётр Николаевич; полковник; № 7397; 12 января 1846
- Дубина, Матвей Никифорович; подъесаул; 17 мая 1915 (посмертно)
- Дубинин, Владимир Дмитриевич; подпоручик; 5 мая 1917 (посмертно)
- Дубленко, Никита Данилович; полковник; № 7768; 26 ноября 1847
- Дублянский, Иван Васильевич; подполковник; № 3960; 26 ноября 1826
- Дублянский, Леонтий Иванович; майор; № 5061; 3 декабря 1834
- Дублянский, Павел Андреевич[5]; полковник; № 5139; 1 декабря 1835
- Дубовик, Григорий Кондратьевич; штабс-капитан; 23 января 1917
- Дубовой, Иван Константинович; поручик; 26 января 1916
- Дубовский, Иван Григорьевич; подполковник; № 5429; 6 декабря 1836
- Дубровин, Александр Александрович; капитан; 14 ноября 1916
- Дубровин, Иван Иванович; капитан-лейтенант; № 351; 26 ноября 1781
- Дуброво, Илья Андреевич; капитан; № 8820; 26 ноября 1851
- Дубровский, Алексей Данилович; штабс-капитан; № 2813; 28 января 1814
- Дубяга, Иван Прокопьевич; штабс-ротмистр; № 10010; 26 ноября 1856
- Дубянский, Александр Яковлевич; полковник; № 2533 (1166); 3 января 1813
- Дуванов; майор; № 2642; 17 августа 1813
- Дуванов, Василий Алексеевич; капитан 2-го ранга; № 8904; 1 февраля 1852
- Дуванов, Василий Никифорович; поручик; № 2405 (1038); 8 апреля 1812
- Дуве, Егор Оттович; полковник; № 8625; 26 ноября 1851
- Дувинг, Александр Андреевич; полковник; № 3559; 16 декабря 1821
- Дувинг, Иван Антонович; подполковник; № 33 (33); 22 сентября 1770
- Дувинг, Фёдор Андреевич; капитан; № 4385; 19 декабря 1829
- Дугдаль (Дунгал), Роберт Карлович; капитан-лейтенант; № 135 (114); 9 июля 1771
- Дударов, Кургоко Мухаметович; подполковник; 26 августа 1916 (посмертно)
- Дудин, Иван Васильевич; подпоручик; 25 ноября 1916 (посмертно)
- Дудин, Николай Петрович; капитан; № 7519; 12 января 1846
- Дудинский, Александр Павлович; майор; № 7875; 26 ноября 1847
- Дудинский, Николай Иванович; подполковник; № 7798; 26 ноября 1847
- Дудинский, Фёдор Александрович; подполковник; 3 февраля 1915
- Дудицкий, Михаил Доментьевич; полковой священник; 31 августа 1917
- Дудниченко, Яков Даниилович; капитан; № 9328; 17 октября 1854
- Дуждевич-Тохоль, Риста; подпоручик; 30 июня 1917 (посмертно)
- Дузе, Юлиус-Николай Якобович; капитан; 22 мая 1915
- Дузенкевич, Николай Эдмундович; прапорщик; 9 октября 1917
- Дукаки, Николай Васильевич; подполковник; 27 сентября 1916
- Дукальский, Адам Михайлович; подполковник; № 8691; 26 ноября 1851
- Дукмасов, Даниил Григорьевич; подполковник; 23 декабря 1878
- Дукмасов, Иосиф Ефимович; войсковой старшина; № 10223; 28 октября 1863
- Дукмасов, Пётр Архипович; хорунжий; 13 июня 1878
- Дукшинский, Иван Никодимович; подполковник; № 8219; 26 ноября 1849
- Дулькис, Николай Фаддеевич; поручик; 17 апреля 1916
- Дулько, Матвей Семёнович; подпоручик; 6 сентября 1916 (посмертно)
- Дульский, Иван Мартынович; майор; № 8753; 26 ноября 1851
- Думашев, Дмитрий Алексеевич; подполковник; № 1356; 26 ноября 1802
- Думбадзе, Георгий Самсонович; поручик; 12 августа 1917
- Думбрава, Виржил; подполковник румынской службы; 25 марта 1918
- Думброва, Лев Трофимович; генерал-майор; 30 декабря 1915
- Дунаев, Александр Иванович; полковник; № 2837; 26 февраля 1814
- Дунаев, Андрей Андреевич; штабс-капитан (капитан); 30 декабря 1919
- Дунаев, Владимир Владимирович; подпоручик; 26 января 1917 (посмертно)
- Дунаев, Иван Андреевич; капитан 1-го ранга; № 1416; 26 ноября 1802
- Дунаевский, Иван Самсонович; штабс-капитан; 12 ноября 1917 (посмертно)
- Дуниковский, Иван Осипович; полковник; № 7410; 12 января 1846
- Дунин, Иван Петрович; генерал-майор; № 714; 10 декабря 1789
- Дунин-Слепец, Иосиф Константинович; штабс-капитан; 13 марта 1908
- Дункерт, Иван Карлович; капитан; № 8812; 26 ноября 1851
- Дураков, Василий Герасимович[6]; капитан; № 3235; 26 ноября 1816
- Дураков, Николай Васильевич; прапорщик; 28 ноября 1916 (посмертно)
- Дурасов, Александр Алексеевич; капитан-лейтенант; № 3266; 26 ноября 1816
- Дурасов, Алексей Николаевич; поручик; 30 декабря 1915
- Дурасов, Андрей Зиновьевич; генерал-майор; № 5118; 1 декабря 1835
- Дурасов, Дмитрий Николаевич; полковник; № 2013; 26 ноября 1808
- Дурасов, Пётр Алексеевич; капитан 2-го ранга; № 3421; 15 февраля 1819
- Дурилов, Алексей Иванович; полковник; № 3096; 26 ноября 1816
- Дуринов, Яков Фёдорович; майор; № 3136; 26 ноября 1816
- Дурново, Авраам Александрович; подполковник; № 5226; 1 декабря 1835
- Дурново, Дмитрий Авксентьевич; капитан 1-го ранга; № 2345; 26 ноября 1811
- Дурново, Евграф Фёдорович; капитан 2-го ранга; № 1425; 26 ноября 1802
- Дурново, Иван Николаевич; полковник; № 2652; 1 сентября 1813
- Дурново, Михаил Аполлонович; подполковник; № 8491; 26 ноября 1850
- Дурново, Павел Петрович; капитан 2-го ранга; 18 сентября 1905
- Дуров, Дмитрий Николаевич; полковник; № 7413; 12 января 1846
- Дуров, Иван Дмитриевич; капитан-лейтенант; № 99; 25 ноября 1770
- Дуров, Иван Фёдорович (Федосеевич); капитан; № 96; 25 ноября 1770
- Дуров, Фёдор Фёдорович; полковник; № 3898; 26 ноября 1826
- Дуроп, Николай Христианович; капитан; № 6635; 5 декабря 1841
- Дутов, Николай Николаевич; подполковник; 26 августа 1916
- Духовенский, Владимир Петрович; подпоручик; 25 сентября 1917
- Духовский, Иван Иванович; прапорщик; 5 мая 1917
- Духовский, Сергей Михайлович; генерал-майор; 31 июля 1877
- Духонин, Лаврентий Григорьевич; подполковник; № 6024; 3 декабря 1839
- Духонин, Михаил Лаврентьевич; полковник; 16 июня 1877
- Духонин, Николай Николаевич; генерал-майор; 5 февраля 1916
- Дучинский, Осип Игнатьевич; подполковник; № 4827; 25 декабря 1833
- Дучинский, Семён; прапорщик; 26 сентября 1916 (посмертно)
- Душенко, Михаил Савельевич; полковник; 29 июля 1916
- Душкевич, Александр Александрович; генерал-майор; 30 июля 1905
- Душкин, Борис Иосифович; полковник; 7 апреля 1915
- Душкин, Владимир Борисович; штабс-капитан; 2 июня 1915

## Ды
- Дыбовский, Виктор Владимирович; старший лейтенант; 11 декабря 1915
- Дылевский, Константин Михайлович; капитан; 2 июня 1915
- Дылевский, Михаил Николаевич; штабс-ротмистр; 30 декабря 1915 (посмертно)
- Дымман, Евфим Александрович; капитан; № 5875; 1 декабря 1838
- Дымчевич, Пётр Степанович; полковник; № 3094; 26 ноября 1816
- Дымша, Фёдор Евгеньевич; штабс-капитан; 29 октября 1917
- Дыньков, Александр Петрович; штабс-капитан; 23 декабря 1878
- Дырда, Георгий Степанович; полковник; № 7981; 26 ноября 1848

## Дь
- Дьяков, Иван; секунд-майор; № 385; 26 ноября 1783
- Дьяков, Павел Фёдорович; майор; № 6571; 5 декабря 1841
- Дьяков, Пётр Николаевич; полковник; № 2978; 21 сентября 1814
- Дьяконов, Александр Иванович; поручик; 4 апреля 1917
- Дьяконов, Борис Сильвестрович; капитан; 25 июля 1917
- Дьяконов, Василий Антонович; майор; № 8531; 26 ноября 1850
- Дьяконов, Григорий Алексеевич; полковник; № 4692; 21 декабря 1832
- Дьяконов, Мстислав Всеволодович; штабс-ротмистр; 25 сентября 1917
- Дьяконов, Сергей Селиверстович; подпоручик; 20 мая 1915 (посмертно)
- Дьяченко, Антон; полковник; № 10241; 25 декабря 1866
- Дьяченко, Дмитрий Дмитриевич; штабс-капитан; 18 мая 1915
- Дьячков, Илларион Артемьевич; майор; № 2548 (1180); 13 февраля 1813
- Дьячков, Николай Михайлович; капитан; 30 декабря 1915 (посмертно)
- Дьячков, Николай Петрович; поручик; 5 мая 1917
- Дьячков, Павел Иванович; подполковник; 24 апреля 1915
- Дьячков, Павел Павлович; лейтенант; 27 сентября 1904

## Дю
- Дюбай, Огюст; генерал французской службы; 5 мая 1916
- Дюбуа, Иван Иванович; майор; № 2128; 26 ноября 1809
- Дюгамель, Александр Осипович; генерал-майор; № 5915; 3 декабря 1839
- Дюгамель, Сергей Осипович; полковник; № 6219; 11 декабря 1840
- Дюнант, Андрей Алексеевич; подполковник; № 6489; 5 декабря 1841
- Дюнант, Матвей Алексеевич; капитан; № 5322; 1 декабря 1835
- Дюринг, Эрнст-Фридрих; подполковник; № 48 (49); 1 ноября 1770
- Дюсиметьер, Леонид Павлович; подполковник; 9 июня 1915

## Дя
- Дятков, Андрей Филиппович; поручик; № 6169; 28 февраля 1840
- Дятков, Степан Васильевич; полковник; № 1350; 26 ноября 1802